# Cueva del Guitarrero
La Cueva del Guitarrero, o grotta del Guitarrero, è un sito archeologico ubicato in Perù, nel Callejón de Huaylas, sulla sponda occidentale del fiume Santa; amministrativamente si trova nel distretto di Mancos, all'interno della provincia di Yungay. La grotta fu abitata dall'uomo durante l'età della pietra, dapprima da società di cacciatori-raccoglitori e in seguito da alcune comunità di agricoltori; nei diversi strati degli scavi si trovano le tracce di questa evoluzione.
Nel 1968 furono scoperti nella grotta i resti di una cultura preceramica; una prima campagna di scavi fu compiuta lo stesso anno dall'archeologo Thomas Lynch, seguita da una seconda, più approfondita, l'anno successivo. I lavori hanno portato alla luce una serie di artefatti in pietra risalenti a differenti epoche. Le condizioni climatiche particolarmente favorevoli, inoltre, hanno permesso di rinvenire strumenti in legno, in osso e in pelle, oltre ad alcune fibre tessili; le datazioni radiometriche basate sul metodo del carbonio-14 hanno stabilito che la presenza umana nel luogo risale ad un'epoca compresa tra il 10100 e il 9000 a.C. Gli archeologi hanno inoltre trovato tracce di specie vegetali sia selvatiche che domesticate, come tuberi, rizomi, cactus e frutti; hanno inoltre ipotizzato che alcune specie di fagioli e di peperoncino, che non potevano trovare nel luogo un ambiente favorevole alla loro crescita, fossero state probabilmente domesticate fin dall'8500 a.C. e raccolte altrove per poi essere consumate all'interno della grotta. Il sito divenne in seguito un centro cerimoniale fino al 100 d.C. Circa.

## Geografia
La grotta è situata a 2580 m s.l.m e a 150 m sopra il corso del Río Santa, sul versante orientale della Cordillera Negra. La catena montuosa, formata da rocce metamorfiche ed effusive, presenta nelle vicinanze del sito due passi facilmente valicabili; sopra il sito è presente una fonte. La volta della grotta è formata da uno strato di ortoquarzite, che fornisce riparo dalla pioggia a una superficie di 100 m² circa.

## Gli scavi
I lavori nel sito sono iniziati il 15 luglio 1968, scavando una fossa della profondità di 1 m all'interno di un cumulo posto ai margini di un precedente scavo effettuato da un tombarolo; il test ha evidenziato la mancanza di frammenti di ceramica al di sotto dei 30 cm, facendo ipotizzare la presenza di depositi risalenti al periodo precedente la sua comparsa in America del Sud.
L'anno successivo la campagna di scavi è stata condotta da una squadra di archeologi di grande esperienza, suddividendo la superficie in una serie di riquadri e scavando una buona parte di essi fino allo strato roccioso o agli strati sterili del suolo. Le macerie e i detriti provenienti dalle tombe più moderne sono stati rimossi, mentre il resto dell'area ha rivelato i resti di culture umane per una profondità variabile da pochi centimetri a 1,2 m.
La stratigrafia ha permesso di individuare almeno quattro livelli cronologici riferiti alle diverse epoche in cui l'uomo ha abitato la grotta. La datazione dei primi reperti risale al 10610 a. C.
Nello strato più basso, il cosiddetto complesso I, datato tra il 10610 e il 9000 a. C. circa, sono stati trovati centinaia di pietre scheggiate e resti di scheletro umano; in questo livello non sono stati rinvenuti resti di artefatti di origine organica.
Il livello superiore, il complesso II, ha portato alla luce numerosi utensili in pietra, legno, osso e tessuto; tra di essi figurano alcuni aghi in osso, usati probabilmente per la costruzione di ceste, subbi di telaio e pioli di legno. La datazione dei resti di fuochi ritrovati in questo livello ha permesso di stabilire un intervallo di tempo compreso tra l'8585 e il 5625 a.C. Lo strato superiore, il complesso III, è formato a detta dello stesso Lynch da materiale ristratificato proveniente dal livello più antico al quale si sono mescolati reperti più recenti. In questo contesto non sono stati trovati cocci di ceramica; le testimonianze di domesticazione del mais potrebbero in tal modo non risalire a più di 3000 anni fa, anche se le caratteristiche morfologiche delle pannocchie rinvenute farebbero pensare a varietà molto antiche.
Il livello superiore, il complesso IV, è formato da una mescola di materiale di epoca preceramica, utensili preistorici e altri ritrovamenti risalenti a epoche più moderne. La spettrometria di massa con acceleratore ha stabilito per diversi oggetti rinvenuti in questo livello una serie di date tra loro contrastanti, variabili tra il 6300 a.C. e i primi anni dell'era volgare.